# Rhaphuma indifferens
Rhaphuma indifferens là một loài bọ cánh cứng trong họ Cerambycidae.